# Pokémon Pinball: Ruby & Sapphire
Pokémon Pinball Ruby & Sapphire (ポケモンピンボール ルビー＆サファイア, Pokemon Pinbōru Rubī & Safaia) é um jogo da série Pokémon para Game Boy Advance. É a versão bite da Geração Advance de Pokémon.

## Gameplay
Pokémon Pinball Ruby & Sapphire é considerado uma seqüência de Pokémon Pinball para Game Boy Color e tem um gameplay semelhante ao antecessor: usando uma Pokéball de bola, o jogador deve liberar e capturar um Pokémon ou evoluir um já capturado. Há Pokémon exclusivos para cada tabuleiro: Ruby ou Sapphire.
Além das comuns capturas e evoluções, foram adicionados novos modos de pegar Pokémon, como liberá-lo de um ovo ou, para o caso de Groudon, Kyogre e Rayquaza, batalhar com um Pokémon em um minigame.
Falando em minigames, há seis diferentes minigames. Um deles era acessível entrando com a Pokéball na boca do Wishcash no Ruby Table ou na boca do Pelipper no Sapphire Table, que levavam a um jogo onde tinha que acertar ou a Pokéball ou os Spheals na cesta. Havia dois minigames exclusivos para cada tabuleiro: o minigame do Kecleon e do Groudon eram exclusivos do Ruby Table enqüanto o minigame do Duskull e do Kyogre estavam presentes no Sapphire Table. O último minigame era o do Rayquaza, jogável em ambos os tabuleiros.

## Bônus
Embora Pinball Ruby & Sapphire tivesse apenas Pokémon presentes na Pokédex de Hoenn, com o acessório e-Reader, era possível escanear cartas para fazer com que Aerodactyl, Chikorita, Cyndaquil e Totodile fossem capturáveis.

## Release
Pokémon Pinball: Ruby & Sapphire foi revelado pela primeira vez em E3 2003 para o Game Boy Advance. Também foi apresentado na Convenção dos Jogos de 2003 em Leipzig, Alemanha, bem como na European Computer Trade Show em Londres, Inglaterra. Foi desenvolvido pela Jupiter e publicado pela Nintendo.[carece de fontes?] É baseado em Pokémon Ruby e Sapphire, e apresenta Pokémons disponível nesses jogos. Foi lançado pela primeira vez no Japão em 1 de agosto de 2003 e na América do Norte em 25 de agosto do mesmo ano. A data na América do Norte coincidiu com o aniversário de cinco anos do lançamento do Pokémon Red e Blue na América do Norte. It was released in PAL regions several months later on November 14.